# Félix Badillo
Félix Badillo (Sigüenza, província de Guadalajara, 1848 - Madrid, després de 1895) va ser un dibuixant, litògraf i pintor espanyol. Ha quedat notícia de la seva activitat a Madrid fins a l'any 1895.

## Biografia
Era fill de Juan Badillo y Forron, hisendat de Torrecuadrada de Molina. Va cursar els seus estudis en el col·legi de Molina de Aragón i en l'Institut de Guadalajara, on cap a 1866 ja despuntava com a dibuixant, sent premiat en aquesta matèria en 1868. Ja a Madrid, va entrar a l'Escola Especial de Pintura i va treballar com a copista del Museu del Prado entre la tardor de 1868 i la primavera de 1869.
Es va iniciar com a il·lustrador en el setmanari La Ilustración Española y Americana al mateix temps que treballa com a professor de dibuix. En 1876 rebria medalla de plata en l'exposició provincial de Guadalajara per un retrat d'Alcalá Galiano governador d'aquesta província, i en 1877 la Diputació de Guadalajara li va encarregar un retrat d'Alfons XII d'Espanya. En 1879 apareixia en el cens madrileny com a veí del número 29 del carrer San Bernardo, de professió dibuixant. Va participar en l'Exposició Nacional de Belles Arts de 1887 amb un retrat de "Sa majestat el Rei Alfons XIII i la seva mare la Reina Regent Maria Cristina", i en 1889 en l'exposició del Círculo de Bellas Artes de Madrid amb un retrat del psiquiatre Josep Maria Esquerdo i Zaragoza. En aquesta època viu ja en el número 5 del carrer Arriaza, on un any més tard (1890) mor el seu únic fill de cinc anys.
En 1895 fou nomenat professor de dibuix del Centre d'Instrucció Comercial de Madrid.